# 351.º Batallón Antiaéreo de Fortaleza de Reserva
El 351.º Batallón Antiaéreo de Fortaleza de Reserva (351. Reserve-Festungs-Flak-Abteilung (v)) fue una unidad militar de la Luftwaffe durante la Segunda Guerra Mundial.

## Historia
Fue formado el 26 de agosto de 1939 en Bruchsal, con componentes del 35.º Batallón Antiaéreo de Fortaleza, con 1. - 10. Baterías.
Fue disuelto en julio de 1941:
- Grupo de Plana Mayor/351.º Batallón Antiaéreo de Fortaleza de Reserva pasó a Grupo de Plana Mayor/353.º Batallón Antiaéreo de Reserva Antiaérea
- 1.º Bat./351.º Batallón Antiaéreo de Fortaleza de Reserva pasó a 1.º Bat./353.º Batallón Antiaéreo de Reserva
- 2.ª Escuadra/351.º Batallón Antiaéreo de Fortaleza de Reserva pasó a 2.º Bat./353.º Batallón Antiaéreo de Reserva
- 3.ª Escuadra/351.º Batallón Antiaéreo de Fortaleza de Reserva pasó a 3.º Bat./353.º Batallón Antiaéreo de Reserva
- 4.ª Escuadra/351.º Batallón Antiaéreo de Fortaleza de Reserva pasó a 1.º Bat./354.º Batallón Antiaéreo de Reserva
- 5.ª Escuadra/351.º Batallón Antiaéreo de Fortaleza de Reserva pasó a 2.º Bat./354.º Batallón Antiaéreo de Reserva
- 6.ª Escuadra/351.º Batallón Antiaéreo de Fortaleza de Reserva pasó a 1.º Bat./753.º Batallón Antiaéreo Ligero
- 7.ª Escuadra/351.º Batallón Antiaéreo de Fortaleza de Reserva pasó a 4.º Bat./353.º Batallón Antiaéreo de Reserva
- 8.ª Escuadra/351.º Batallón Antiaéreo de Fortaleza de Reserva pasó a 1.º Bat./754.º Batallón Antiaéreo Ligero
- 9.ª Escuadra/351.º Batallón Antiaéreo de Fortaleza de Reserva pasó a 1.º Bat./853.º Batallón Antiaéreo Ligero
- 10.ª Escuadra/351.º Batallón Antiaéreo de Fortaleza de Reserva pasó a 4.º Bat./354.º Batallón Antiaéreo de Reserva

## Servicios
- 1939 – 1940: en el área de Bruchsal.
- 1940 – 1941: en Stuttgart.